# Bashu, le petit étranger
Cet article concerne un film iranien. Pour l'ancienne langue du Sichuan, voir Bashu.
Pour plus de détails, voir Fiche technique et Distribution.
Bashu, le petit étranger (باشو، غریبه کوچک, Bashu, gharibeye koochak) est un film dramatique iranien réalisé et écrit par Bahram Beyzai. Produit en 1985, durant la guerre entre l'Iran et l'Irak, il fut banni durant plus de quatre ans ; sa sortie fut autorisée en 1989, après la guerre.

## Synopsis
Pendant la guerre entre l'Iran et l'Irak, Bashu, un jeune garçon, perd sa maison et toute sa famille. Effrayé, il fuit furtivement de son village, et grimpe dans un camion. Lorsqu'il arrive dans la partie nord du pays, il descend du camion, mais est désarçonné par le langage et la manière de vivre différente.
Il rencontre alors Naïe, une mère qui essaye d'élever ses deux enfants en bas âge. Malgré leur différence d'âge et de culture, les deux personnes vont tisser des liens plus forts qu'ils ne l'auraient imaginé...

## Influence
En exposant les ravages de la guerre, Bashu, le petit étranger se démarque de la majorité des films du moment qui soutiennent plutôt celle-ci. À ce titre, il est cité par la spécialiste du cinéma iranien Asal Bagheri parmi les films qui ont profondément bouleversé la société iranienne. 
Il est élu meilleur film iranien de tous les temps en novembre 1999 par la revue spécialisée iranienne Picture World (en) à l'issue d'un sondage auprès de 150 critiques et professionnels iraniens. 
Il aurait inspiré le film indien Kaazhcha (en). 

## Fiche technique
- Titre : Bashu, le petit étranger
- Titre original : باشو، غریبه کوچک (Bashu, gharibeye koochak)
- Réalisation et scénario : Bahram Beyzai
- Production : Ali Reza Zarrin
- Photographie : Firooz Malekzadeh
- Genre : long métrage dramatique
- Durée : 120 minutes
- Photo : Firooz Malekzadeh
- Pays :  Iran
- Langue : Persan
- Format : couleur - 1,66:1 - mono
- Date de production : 1985
- Date de sortie :  Iran : 1989

## Distribution
- Susan Taslimi
- Parviz Pourhosseini
- Adnan Afravian
- Farokhlagha Hushmand